# Elias Allenspach
Elias Allenspach, född 14 maj 2001, är en schweizisk snowboardåkare.
Allenspach tävlade för Schweiz vid olympiska vinterspelen 2018 i Pyeongchang, där han slutade på 27:e plats i halfpipe.